# Estadio Plan de San Luis Potosí
Estadio Plan de San Luis Potosí ist ein Fußballstadion in der mexikanischen Stadt San Luis Potosí, der Hauptstadt des gleichnamigen Bundesstaates. Es diente den beiden ortsansässigen Vereinen Atlético Potosino und Club San Luis über Jahrzehnte hinweg als Heimspielstätte. Sein Name ist eine Reminiszenz an den 1910 in der Stadt veröffentlichten Plan de San Luis Potosí. Hierbei handelt es sich um ein Dokument, mit dem der Verfasser Francisco Madero gegen das zweifelhafte Wahlergebnis protestierte, das den langjährigen Diktator Porfirio Díaz erneut zum Staatsoberhaupt Mexikos erklärt hatte.

## Geschichte
Das Stadion wurde am 20. November 1957 im Beisein des damaligen mexikanischen Präsidenten Adolfo Ruiz Cortines eröffnet und im Dezember 1957 im Rahmen einer Zweitligabegegnung zwischen Club San Luis und Petroleros de Salamanca (0:2) eingeweiht.
1962 ereignete sich im Stadion bei einer politischen Veranstaltung eine Katastrophe. Wegen Überfüllung stürzte eine Mauer ein, die einige Tote und eine Vielzahl von Verletzten zur Folge hatte.
In den 1970er und 1980er Jahren war das Stadion Spielort der Liga MX, als Potosino und San Luis insgesamt 19 Jahre lang in der ersten Liga spielten. In der Saison 1976/77 wurden im Estadio Plan de San Luis sogar Stadtderbys in der höchsten mexikanischen Fußballliga ausgetragen. Das erste fand am 16. Dezember 1976 mit Heimrecht von Potosino statt und endete 1:1. Torschützen waren Eduardo Cisneros in der 31. Minute für die Gastgeber und Ricardo Mendoza in der 80. Minute für San Luis. Das Rückspiel am 24. April 1977 entschied San Luis durch die Tore von Herminio Céspedes (75.)  und Juan Ramón Ocampo (88.) mit 2:0 zu seinen Gunsten.
Das letzte Erstligaspiel im „Coloso de Alamitos“ fand am 9. Juni 1989 zwischen Potosino und UANL Tigres (1:0) statt. Der Torschütze war José Alfredo García.